# Cleora russoi
Cleora russoi là một loài bướm đêm trong họ Geometridae.